# Municipio de Richland (condado de Defiance)
El municipio de Richland (en inglés: Richland Township) es un municipio ubicado en el condado de Defiance en el estado estadounidense de Ohio. En el año 2010 tenía una población de 2920 habitantes y una densidad poblacional de 31,49 personas por km².

## Geografía
El municipio de Richland se encuentra ubicado en las coordenadas 41°17′54″N 84°16′50″O / 41.29833, -84.28056. Según la Oficina del Censo de los Estados Unidos, el municipio tiene una superficie total de 92.72 km², de la cual 90,6 km² corresponden a tierra firme y (2,28 %) 2,12 km² es agua.

## Demografía
Según el censo de 2010, había 2920 personas residiendo en el municipio de Richland. La densidad de población era de 31,49 hab./km². De los 2920 habitantes, el municipio de Richland estaba compuesto por el 94,69 % blancos, el 1,68 % eran afroamericanos, el 0,07 % eran amerindios, el 0,24 % eran asiáticos, el 1,92 % eran de otras razas y el 1,4 % eran de una mezcla de razas. Del total de la población el 5,58 % eran hispanos o latinos de cualquier raza.